# Lagoa Santa
För andra betydelser, se Lagoa Santa (olika betydelser).
Lagoa Santa är en kommun i Minas Gerais, östra Brasilien. Kommunens centralort är Lagoa Santa.
Lago Santa är främst känd för de paleolitiska fynd av människoskelett som 1843 påträffades i en grotta här.